# آدریانو مولاری
آدریانو مولاری (ایتالیایی: Adriano Malori؛ زادهٔ ۲۸ ژانویهٔ ۱۹۸۸) یک دوچرخه‌سوار اهل ایتالیا است.
از افتخارات وی میتوان به کسب مدال نقره تایم تریل انفرادی و مدال برنز تایم تریل تیمی در مسابقات قهرمانی دوچرخه‌سواری جاده جهان ۲۰۱۵ اشاره کرد.